# Asociacionismo tolkienista
Sociedades Tolkien es el nombre de una serie de asociaciones dedicadas al estudio de la obra de J. R. R. Tolkien.

## Orígenes en los Estados Unidos
La primera idea de formar una sociedad dedicada al estudio de la obra de J. R. R. Tolkien surgió en los Estados Unidos en 1965. Richar Plotz, un joven de quince años que estudiaba en la Universidad de Columbia, vio algo escrito en élfico en un letrero de la estación: «Debía ser élfico, pero no me lo podía creer. ¿Quién iba a poder escribir en élfico? A la semana siguiente la inscripción había desaparecido, pero otra persona había escrito “Bilbo Bolsón es probablemente un fraude”». Este diálogo por escrito continuó varias semanas hasta que Plotz sintió el impulso de añadir: «El Club Tolkien se reúne en la estatua del alma mater a las dos de la tarde el día 5 de febrero». Una semana más tarde, seis estudiantes, ninguno de los cuales se conocía, desafiando la bajísima temperatura, se reunieron durante una hora al pie de la estatua. Así surgió la Tolkien Society of America, que posteriormente se fundiría con lo que hoy es la Mythopoeic Society, dedicada al estudio, discusión y disfrute de la literatura mítica y de fantasía; especialmente de las obras de J. R. R. Tolkien, C. S. Lewis y Charles Williams.

## El asociacionismo tolkienista en el mundo
En el Reino Unido, la Tolkien Society no se establecería hasta 1969. Desde entonces hasta hoy los grupos de aficionados a Tolkien se han ido creando por todo el mundo, hasta abarcar ya más de una treintena de países: Suecia, Noruega, Finlandia, Dinamarca, Holanda, Polonia, Bélgica, Francia, Hungría, Italia, Turquía, Japón, Australia, Chile, Argentina, Perú...

### Naciones de lengua inglesa

#### Reino Unido
The Tolkien Society se fundó en 1969 como organización sin ánimo de lucro con intereses educativos, en el Reino Unido pero con membresía global. La sociedad celebra regularmente tres encuentros en el Reino Unido: el «Encuentro y Cena General Anual»; un seminario que combina charlas académicas con otras más ligeras; y el «Oxonmoot», un encuentro anual en septiembre.
La Tolkien Society publica:
- un boletín regular titulado Amon Hen, con artículos, creaciones artísticas y ocasionalmente ficción. Su título hace referencia a Amon Hen, una de las localizaciones de El Señor de los Anillos;
- la revista Mallorn, de periodicidad anual y producida por miembros de la organización. Consta de artículos extensos que estudian aspectos diversos del trabajo de Tolkien, además de algunas obras artísticas. Su título hace referencia a los mellyrn, los grandes árboles dorados del bosque de Lothlórien, árbol del que aparece una ilustración en cada portada. Se solía publicar en otoño, pero desde 2003 aparece a mitad del verano.

### Naciones de lengua española
También han ido apareciendo en las últimas décadas sociedades Tolkien en los países de habla hispana, empezando por la argentina en 1987, la española en 1991, y posteriormente las sociedades de Chile y México, y más tarde aún grupos similares en Perú, Colombia, Ecuador, Uruguay, Costa Rica...

#### Argentina

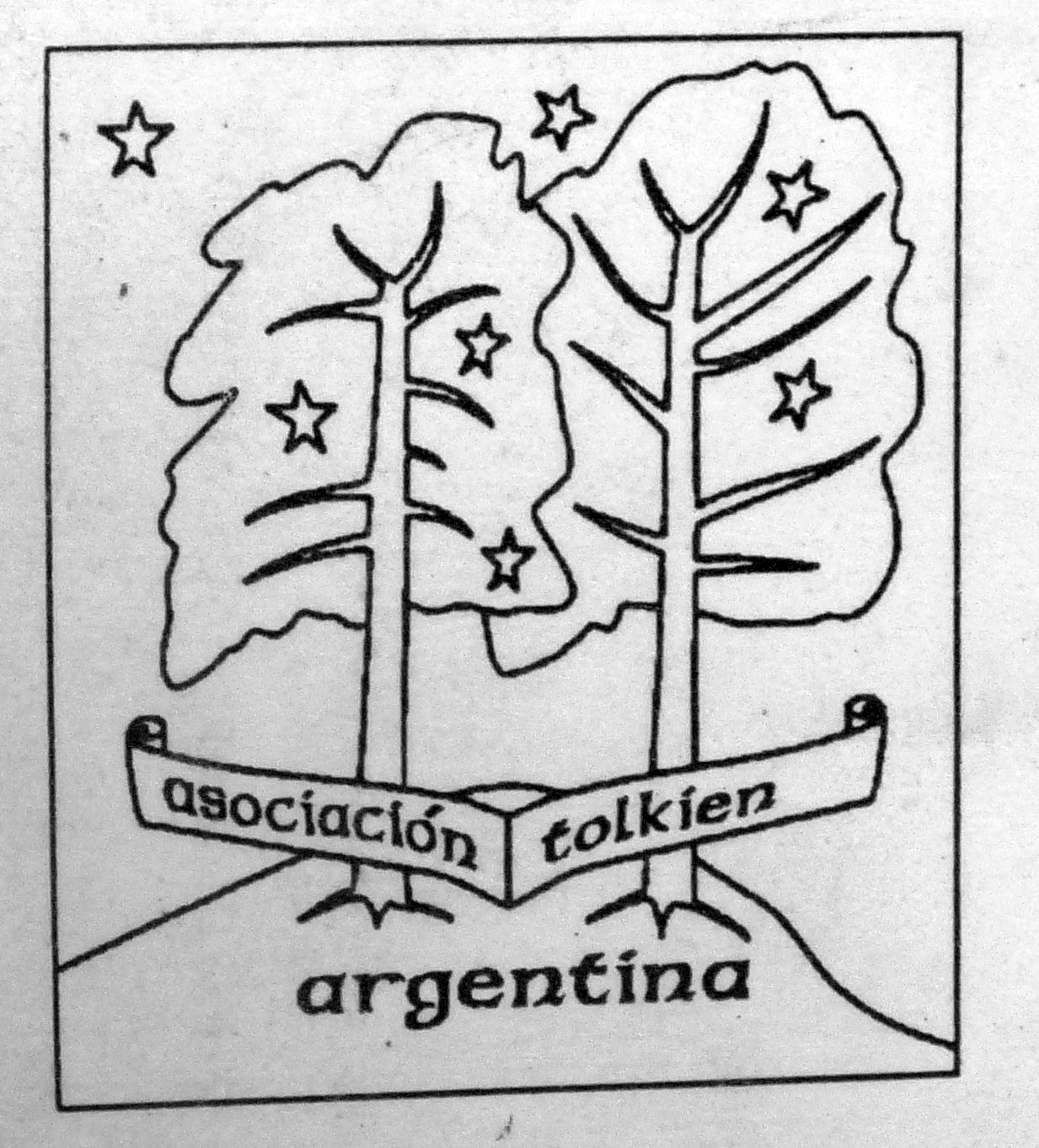
Primer logo de la Asociación Tolkien Argentina. Fotografía del impreso en la revista Mathoms, Boletín de la Asociación Tolkien Argentina. Año 5, Número 6, julio de 1999

En 1987 fue fundada la Sociedad Tolkien Argentina (STA), una sociedad de hecho que en 1998 pasaría a llamarse Asociación Tolkien Argentina (ATA), gracias a la iniciativa de la socios platenses. Fue creada por un pequeño grupo de lectores, que a partir de mediados de 1998 comenzó a difundirse y fue convocando cada vez a más entusiastas de la obra de J. R. R. Tolkien, que se han propuesto crear un espacio para compartir su afición por este autor, comprender más profundamente su creación y difundirla en la Argentina. Esto requirió, por supuesto, un nuevo tipo de organización administrativa que desde 1999 encaminó a la ATA hacia un desarrollo más sólido y le dio una mayor difusión. Por razones administrativas y geográficas se divide en filiales, llamadas smials (agujeros hobbit), de las que existen catorce por toda la geografía nacional. La Asociación mantiene contactos con la Tolkien Society del Reino Unido, la Sociedad Tolkien Española y todas las creadas en Iberoamérica.
La ATA edita la revista Mathoms y organiza eventos de carácter nacional a lo largo del año, entre los que se destacan las «Jornadas Tolkien», con todo tipo de actividades tolkiendili y feria de los más variados stands. Las subcomisiones de trabajo se dedican a canalizar las inquietudes específicas en literatura, lenguas, artes plásticas, música, juegos y otras manifestaciones relacionadas con el fenómeno Tolkien, o bien con la organización de la ATA. Las filiales, por su parte, también realizan reuniones periódicas, casi siempre abiertas al público general.

#### Chile
La Sociedad Tolkien Chilena (STC) es una sociedad literaria y cultural compuesta —al igual que la mayoría de las Sociedades Tolkien de otros países— por un grupo de admiradores del «espíritu de la Tierra Media» y del mundo fantástico creado por J. R. R. Tolkien, fundada en 1998. La sociedad está regida por un órgano que recibe el nombre de «Concilio Blanco» y, como en otras sociedades Tolkien, también existen smiales locales, dirigidos por un «thain». La STC publica la revista Mae Govannen y su celebración anual más importante es la «Fiesta del Cumpleaños de Bilbo y Frodo» o «Mereth Oronnad».
La  Sociedad Tolkien Magallanes es una organización autónoma, artístico literaria, dedicada al estudio, recreación y difusión del legado literario de J. R. R. Tolkien. Fue fundada el 17 de noviembre de 2007 en la ciudad de Punta Arenas, ubicada en el extremo sur de la Patagonia chilena. Periódicamente realiza reuniones de lectura, celebraciones, exposiciones, intervenciones, concursos literarios y salidas a entornos naturales, así como también participa en iniciativas culturales locales como ferias del libro y otras actividades afines, logrando una importante interacción con su entorno. Regularmente gesta actividades abiertas a la comunidad , como la «Feria Medieval en Magallanes», primer evento de ese tipo realizado en la región que ya cuenta con 11 ediciones, la taberna «La Doncella Olvidada», ambientada en la Tierra Media y de los Concilios Tolkien, que a través de charlas, exposiciones, concursos y música acercan el legado del autor a los asistentes. En 2022, con motivo de su 15° aniversario, publicó su primera antología 'Sendero de Palabras', que incluye trabajos propios y de ganadores de certámenes organizados por la Sociedad Tolkien Magallanes. 
En 2011 obtuvo personalidad jurídica, lo que la convierte en la Sociedad Tolkien autónoma más austral del mundo.

#### Colombia
En 2003, con ayuda de miembros de la Sociedad Tolkien Española fue fundada la Asociación Tolkien Colombia, cuyo nombre en quenya es Tolcin Otornassë Esteldórë (TOE), es una asociación sin ánimo de lucro, cuyo objetivo es el estudio y la difusión de la obra del escritor británico John Ronald Reuel Tolkien, así como servir de punto de encuentro entre los aficionados y estudiosos de dicho autor. En el momento del ingreso, cada socio activo debe integrarse a sólo uno de los siete «Reinos» (estructura de estudio académico de la TOE): Gondor y Los Pueblos Libres, Lórien, la Comarca, Fangorn, Valinor, Mordor y Khazad-dûm. Entre los fines de la TOE se destacan los siguientes:
- Difundir la obra de John Ronald Reuel Tolkien.
- Publicar en diversos medios obras relativas a la naturaleza de la TOE, incluyendo publicaciones propias o ajenas.
- Cultivar y promover los valores que se desprenden de la obra de J. R. R. Tolkien.
- Servir como ámbito de encuentro entre los seguidores de la obra de J. R. R. Tolkien.
- Promover manifestaciones culturales afines entre los miembros de la TOE.

#### Costa Rica
Sociedad Tolkien de Costa Rica.

#### España
La Sociedad Tolkien Española (STE) fue fundada como asociación cultural, sin ánimo de lucro en 1991. Surgió desde dos pequeños núcleos en Elche y Zaragoza, que entraron en contacto a raíz de la aparición del fanzine Elfstone editado desde la segunda ciudad. Las sociedades con las que la STE ha mantenido relaciones más estrechas han sido la Asociación Tolkien Argentina, y la Sociedad Tolkien Chilena. En 2010 contaba con unos 400 asociados.
La Sociedad Tolkien Española se estructura en dos niveles diferentes, el local y el nacional. Para el primero existen delegaciones locales conocidas como smiales, con un fuerte grado de autonomía organizativa interna, pero sin existencia legal o administrativa fuera de la STE. Se crea un smial a partir de cinco miembros, y su ámbito territorial es variable, desde una localidad hasta varias provincias, por lo que su número y localización es variable. A nivel nacional, existen tres órganos que asumen las funciones decisorias y organizativas:
- La Asamblea General, que conforman la totalidad de los socios, es el órgano soberano que toma las decisiones más importantes. Su reunión suele coincidir con el desarrollo anual de la EstelCon o Mereth Aderthad (‘fiesta del encuentro’).
- La Junta Directiva es el órgano coordinador en el que confluyen los representantes de todos los smiales, los miembros de la Comisión Permanente, el bibliotecario, el webmaster, el editor de la revista Estel[8][9] y los presidentes de las comisiones de trabajo.
- La Comisión Permanente es el órgano ejecutivo de la STE para las decisiones cotidianas como la ejecución del presupuesto.

La mayoría de las actividades cotidianas de la STE están delegadas en los smiales. Por la diversidad de los socios (desde los 15 a los 70 años y todas las capas sociales) las actividades habituales son variopintas: conferencias, charlas, talleres textiles, ediciones de audio y video, juegos de rol en vivo, bailes, lecturas, elaboración de publicaciones... En el ambiente académico se celebran conferencias periódicas en algunas universidades, como las de Zaragoza, Valencia, Barcelona, Sevilla, Madrid o Pamplona, e incluso existe la posibilidad de obtener créditos en la Universidad Autónoma de Barcelona. A lo largo del año se celebran las denominadas mereth (‘reuniones’, ‘encuentros’) que suelen incluir varias de las actividades citadas anteriormente. La principal actividad anual se conoce como «EstelCon» o Mereth Aderthad (‘fiesta del encuentro’). Su duración varía desde un fin de semana hasta una semana completa. Suele incluir la Asamblea General de socios así como la entrega de los premios y galardones más importantes de la STE:
- los «Premios Literarios Gandalf», de relato corto;
- los «Premios Ælfwine», de ensayo; y
- los «Premios Niggle», de producción artística.

Esta sociedad edita cuatro publicaciones propias de diversa índole:
- La revista Estel, de periodicidad trimestral, es la publicación más completa de la asociación. De calidad profesional incluye entre sus páginas artículos de investigación y divulgación sobre J. R. R. Tolkien, relatos cortos, pasatiempos, ensayos, poemas e ilustraciones realizadas en su mayor parte por miembros de la asociación.
- La revista Nolmë, aperiódica y bilingüe (inglés/español), recopila exclusivamente ensayos de investigación inéditos y elaborados en España.
- El boletín Biste (Boletín Interno de la Sociedad Tolkien Española) es una publicación aperiódica de régimen interno elaborada por la Comisión Permanente.
- Los relatos cortos finalistas de los «Premios Literarios Gandalf» se vienen editado profesionalmente en forma de libro desde 2002.

#### Perú
La Sociedad Tolkien Peruana (STP) fue creada y reconocida por la Tolkien Society en julio de 2001; e inscrita ante los registros públicos del Perú el 15 de octubre de 2002, como asociación civil sin fines de lucro dedicada a crear un movimiento artístico y cultural inspirado en la obra, la filosofía y la estética de J. R. R. Tolkien. Además del centro de operaciones en Lima, cuenta con dos smials, en Arequipa y en Tumbes. Publica el boletín Leyani (‘letras y anillos’), de periodicidad bimestral, y que incluye artículos de diversa índole (literatura, lingüística, historia...) vinculados a la obra de Tolkien. Está elaborado por miembros de la lista de correo Tolkien Perú.

#### Uruguay
La Sociedad Tolkien Uruguaya (STU) fue creada oficialmente bajo el auspicio de la Tolkien Society del Reino Unido en 2001, surgiendo de la fusión de dos organizaciones creadas con anterioridad. Con sede en la ciudad de Montevideo, posee también un smial en la ciudad de Salto. Fue constituida como asociación civil con el fin de reunir y servir de punto de encuentro para los seguidores de J. R. R. Tolkien de la República Oriental del Uruguay, difundiendo su obra y propagando tanto la cultura como la lectura en los jóvenes. La Sociedad celebra reuniones todos los meses, y anualmente las «Jornadas Tolkien Uruguayas» que se llevan a cabo en la ciudad de Piriápolis. También se convoca todos los años el concurso de cuentos «Quenta-Mellon» y organiza distintas charlas sobre Tolkien y otros temas relacionados.

### Naciones de lengua alemana
La traducción al alemán de El hobbit (Walter Scherf) se publicó en 1957, y la de El Señor de los Anillos (Margaret Carroux y Ebba-Margareta von Freymann) en 1972. Aunque en 1986 se fundó una sociedad en Suiza, ésta se disolvió en 2006, y la sociedad correspondiente de Austria no se fundó hasta 2002, por lo que el país de lengua alemana en el que el asociacionismo tolkienista es más fuerte es la propia Alemania.

#### Alemania
La Deutsche Tolkien Gesellschaft, e. V. (DTG, ‘Sociedad Tolkien Alemana’), asociación civil dedicada al estudio de la vida y la obra de J. R. R. Tolkien, fue fundada en 1997, con base en Colonia. Tiene más de 500 miembros (2005) y está organizada en una amplia red de capítulos locales. La DTG organizó seminarios de estudio sobre Tolkien en Colonia en 2004, en Jena en 2005, en Maguncia en 2006, de nuevo en Jena en 2007 y 2008, y en Hannover en 2009. Los resúmenes de las conferencias se han publicado en su revista anual Hither Shore.

### Países nórdicos

#### Dinamarca
Hay dos asociaciones tolkienistas en Dinamarca: Bri, correspondiente allí de la Sociedad Tolkien; e Imladris (por el nombre sindarin de Rivendel), una comunidad virtual que publica la revista Athelas trimestralmente en danés y anualmente en inglés. J. R. R. Tolkien resulta bien conocido en Dinamarca desde los años 1970, momento desde el que su obra empieza a influir en toda la literatura fantástica en danés. En 1977, la reina Margarita II de Dinamarca ilustró una edición danesa de El Señor de los Anillos.

#### Suecia
The Tolkien Society of Sweden es la primera sociedad Tolkien del mundo, pues fue arrancada en Gotemburgo en 1968 por miembros del Club Cosmos. Originalmente se llamaba simplemente «The Tolkien Society», pero al crearse poco después la sociedad británica del mismo nombre, sus miembros agregaron «of Sweden» (‘de Suecia’) para evitar equívocos. Publica una revista para sus miembros titulada Långbottenbladet.
The Tolkien Society Forodrim es también una de las organizaciones más antiguas de fans de Tolkien. Fue fundada en 1972 en un retrete público durante una convención de ciencia ficción (posiblemente el «SF-Kongressen» de ese año), por Jörgen Peterzén y Anders Palm. El nombre forodrim significa ‘gente del norte’ en sindarin, y guarda relación con la Hyboria de Sam Lundwall. La sociedad tiene su sede en Estocolmo, pero existen sucursales en Gotemburgo y Malmö. Forodrim tiene un grupo especialmente activo en el estudio de las lenguas construidas por Tolkien, llamado «Mellonath Daeron» (‘los amigos de Daeron’ en sindarin).

### Países eslavos

#### Eslovenia
La Sociedad Tolkien Eslovena Gil-galad (Slovensko Tolkienovo društvo Gil-galad – STD) fue fundada como asociación literaria sin ánimo de lucro en 1998. La sociedad tiene su sede en Liubliana, aunque organiza sus eventos por todo el país. Además, mantiene relaciones fijas con asociaciones Tolkien extranjeras, especialmente con la Sociedad Tolkien Austríaca y la Sociedad Tolkien Húngara. En 2010 la sociedad Gil-galad contaba unos 50 miembros. Los asociados de la sociedad se encuentran regularmente cada fin de mes en los lugares previamente determinados y anunciados en la página web oficial y en el foro de los miembros.